# Polemó (escriptor)
Polemó, en llatí Polemon, en grec antic Πολέμων, fou un escriptor grec, autor d'un llibre breu en llengua grega sobre fisiognomia que encara es conserva. No se sap res de la seva vida, però d'algunes expressions que utilitza, com per exemple la paraula εἰδωλόθυτος (la carn sacrificada als déus) se suposa que hauria estat cristià. Devia viure al segle iii o potser al final del segle ii, ja que el menciona Orígenes. Per l'estil de la seva obra no podria haver viscut gaire abans d'aquesta època
La seva obra, que sembla bastant mutilada per la ignorància dels transcriptors, està dividida en dos llibres: el primer, amb 33 capítols, sobre fisiognomia en general i fixa els principis generals de la ciència a través de diverses característiques del cos (forma del cap, color del cabell, ulls, forma de respirar, so de la veu, etc.). El segon, amb 27 capítols, continua exposant els temes del llibre anterior i descriu en poques paraules les personalitats de l'home valent, el tímid, el covard, el garlador, etc.